# Olceclostera magniplaga
Olceclostera magniplaga är en fjärilsart som beskrevs av William Schaus 1910. Olceclostera magniplaga ingår i släktet Olceclostera och familjen silkesspinnare. Inga underarter finns listade i Catalogue of Life.